# Les Cuistots de Sa Majesté
Pour plus de détails, voir Fiche technique et Distribution.
Les Cuistots de Sa Majesté (Nothing But Trouble) est un film américain réalisé par Sam Taylor, sorti en 1944, mettant en scène Laurel et Hardy.

## Synopsis
Une maitresse de maison engagent deux domestiques qui se révèlent très maladroits alors qu'elle prévoit de recevoir pour diner la royauté.

## Fiche technique
- Titre : Les Cuistots de Sa Majesté
- Titre original : Nothing But Trouble
- Réalisation : Sam Taylor
- Scénario : Russell Rouse, Ray Golden, Bradford Ropes et Margaret Gruen
- Photographie : Charles Salerno Jr.
- Montage : Conrad A. Nervig
- Production : B. F. Zeidman
- Société de production : Loew's Productions
- Société de distribution : Metro-Goldwyn-Mayer
- Pays d'origine :  États-Unis
- Langue : anglais
- Format : Noir et blanc - 35 mm - 1,37:1  -  son mono
- Genre : comédie
- Dates de sortie :
  - États-Unis : 6 décembre 1944
  - France : 4 juin 1947

## Distribution
- Stan Laurel : Stanley MacLaurel
- Oliver Hardy : Oliver Hardy
- Mary Boland : Mme Hawkley
- Philip Merivale : prince Saul
- Henry O'Neill : M. Hawkley
- David Leland : Roi Christopher
- John Warburton : Ronetz
- Matthew Boulton : prince Prentiloff
- Connie Gilchrist : Mme Flannigan

et parmi les non crédités :
- Gino Corrado : M. Kitteridge
- Jean De Briac : le restaurateur français
- Eddie Dunn (en) : le policier
- Dell Henderson : le peintre
- Robert Homans : un geôlier
- Olin Howland : le contremaître du peintre
- Edward Keane (en) : Smith, le chef de la police
- Robert Emmett O'Connor : Mulligan, l'officier de police
- Paul Porcasi : le restaurateur italien
- Ray Teal : un officier de police
- Joe Yule : un officier de police

Source principale de la distribution : IMDb